# Moneta Czech Open 2021
Il Moneta Czech Open 2021 è stato un torneo maschile di tennis giocato sulla terra rossa. È stata la 28ª edizione del torneo, facente parte della categoria Challenger 100 nell'ambito dell'ATP Challenger Tour 2021. È stato giocato al Prostějov Tennis Complex di Prostějov, in Repubblica Ceca, dal 14 al 20 giugno 2021.

## Partecipanti

### Teste di serie
| Nazionalità | Giocatore             | Ranking* | Testa di serie |
| ----------- | --------------------- | -------- | -------------- |
| Spagna      | Pablo Andújar         | 68       | 1              |
| Rep. Ceca   | Jiří Veselý           | 71       | 2              |
| Italia      | Gianluca Mager        | 87       | 3              |
| Argentina   | Federico Coria        | 94       | 4              |
| Bolivia     | Hugo Dellien          | 124      | 5              |
| Slovacchia  | Jozef Kovalík         | 127      | 6              |
| Argentina   | Juan Manuel Cerúndolo | 147      | 7              |
| Slovenia    | Blaž Rola             | 155      | 8              |

* Ranking al 31 maggio 2021.

### Altri partecipanti
I seguenti giocatori hanno ricevuto una wild card per il tabellone principale:
- Andrew Paulson
- Daniel Siniakov
- Dalibor Svrčina

I seguenti giocatori sono entrati in tabellone usando il ranking protetto:
- Andrey Kuznecov

I seguenti giocatori sono entrati in tabellone come alternate:
- Jonáš Forejtek

I seguenti giocatori sono passati dalle qualificazioni:
- Alexander Erler
- Skander Mansouri
- David Poljak
- Alex Rybakov

I seguenti giocatori sono entrati in tabellone come lucky loser:
- Johannes Härteis

## Punti e montepremi
| Torneo    | Torneo              | V      | F     | SF    | QF    | 2T    | 1T  | Q | Q2  | Q1  |
| Singolare | Punti               | 100    | 60    | 35    | 18    | 8     | 0   | 5 | 1   | 0   |
| Singolare | Premi in denaro (€) | 12 250 | 7 200 | 4 260 | 2 480 | 1 460 | 885 | – | 440 | 220 |
| Doppio    | Punti               | 100    | 60    | 35    | 18    | –     | 0   | – | –   | –   |
| Doppio    | Premi in denaro (€) | 5 250  | 3 100 | 1 840 | 1 090 | –     | 610 | – | –   | –   |

## Campioni

### Singolare
Federico Coria ha sconfitto in finale  Alex Molčan con il punteggio di 7-6(1), 6-3.

### Doppio
Oleksandr Nedovjesov /  Gonçalo Oliveira hanno sconfitto in finale  Roman Jebavý /  Zdeněk Kolář con il punteggio di 1-6, 7-6(5), [10-6].